# Amphiclasta lygaea
Amphiclasta lygaea är en fjärilsart som beskrevs av Turner 1906. Amphiclasta lygaea ingår i släktet Amphiclasta och familjen mätare. Inga underarter finns listade i Catalogue of Life.

## Bildgalleri

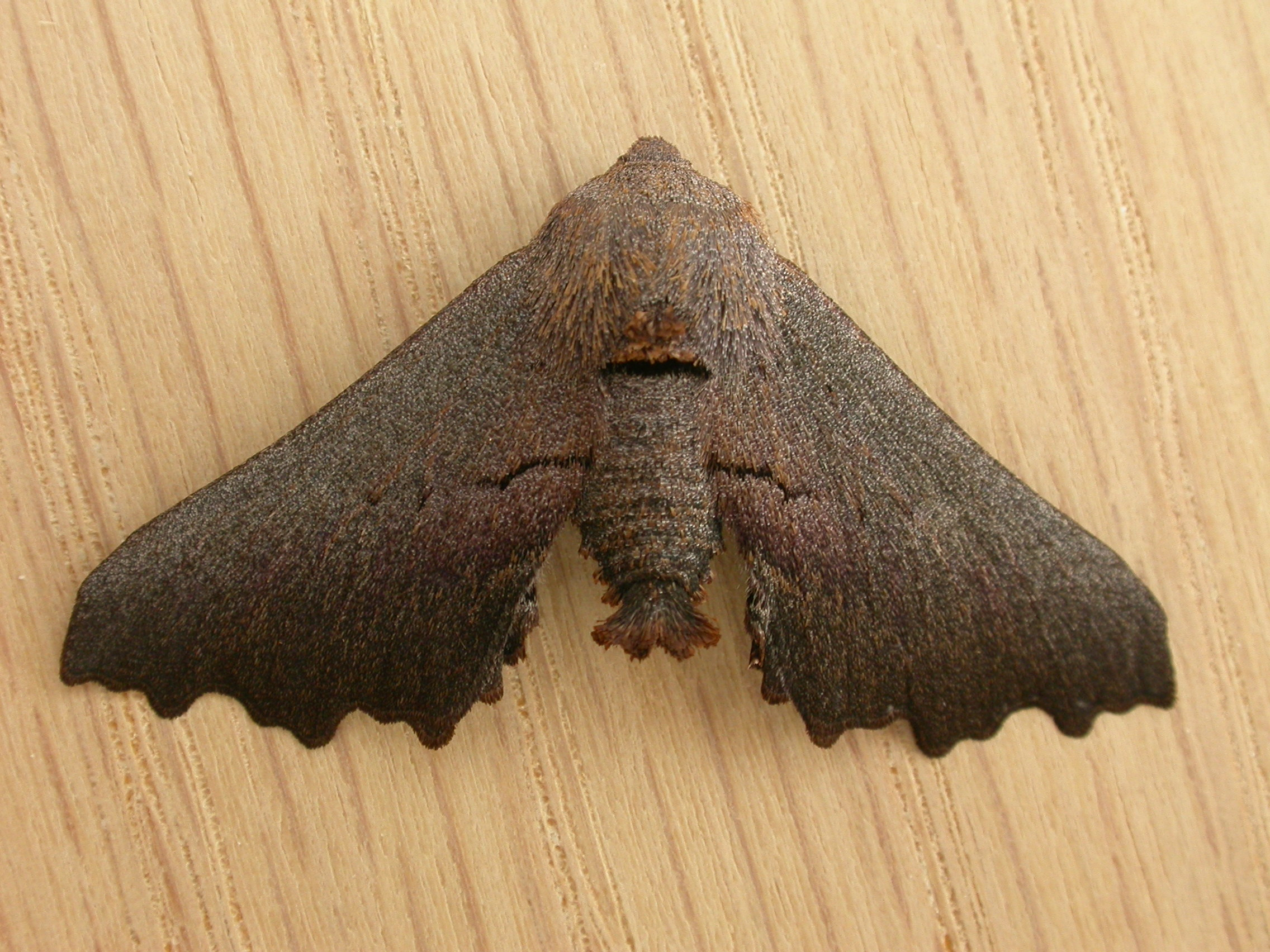